# 大卷耳
大卷耳（学名：Cerastium maximum）为石竹科卷耳属的植物。分布于美国、俄罗斯以及中国大陆的新疆等地，多生在河岸草地以及灌丛中，目前尚未由人工引种栽培。